# 주샌프란시스코 홍콩 경제무역대표부
주샌프란시스코 홍콩 경제무역대표부(중국어: 香港駐三藩市經濟貿易辦事處, 영어: Hong Kong Economic and Trade Office (San Francisco), 준말: HKETO (San Francisco))는 중화인민공화국 홍콩 특별행정구 정부가 미국 샌프란시스코에 설치한 홍콩 경제무역대표부이다.
홍콩 특별행정구 정부가 미국에 설립한 대표부 가운데 한 곳이며 1986년에 설립되었다. 미국 서부 19개 주를 관할한다. 대표부는 샌프란시스코 몽고메리가 130번지에 위치하고 있다.
대표부는 홍콩과의 양자 무역 및 투자를 촉진하고 비즈니스 공동체 및 홍보 기관에 홍콩의 중요한 발전 사항을 알린다. 또한 관련 국가의 조직과 공식 방문, 세미나 및 연락 이벤트를 조직하고 홍콩 및 중국 대륙에서 비즈니스 기회를 찾는 이들 국가의 투자자를 지원하는 허브 역할을 한다. 대표부는 경제, 무역, 투자, 관광 및 문화 교류와 같은 다양한 분야에서 미국과 홍콩 간의 상호 협력을 촉진한다. 또한 미국 기업이 홍콩에 투자하고 비즈니스를 수행하는 데 도움을 준다. 미국의 나머지 지역은 주뉴욕 홍콩 경제무역대표부, 주워싱턴 홍콩 경제무역대표부에서 관할한다.

## 관할 지역
- 알래스카주, 애리조나주, 캘리포니아주, 콜로라도주, 하와이주, 아이다호주, 캔자스주, 오클라호마주, 오리건주, 몬태나주
- 네브래스카주, 네바다주, 뉴멕시코주, 노스다코타주, 사우스다코타주, 텍사스주, 유타주, 워싱턴주, 와이오밍주

## 역대 대표
1. 찬잔윈 (중국어: 陳鎮源, 임기: 1994년 ~ 1997년)
2. 레이자우섹 (중국어: 李友石, 임기: 1997년 ~ 2000년)
3. 통호이이 (중국어: 唐海怡, 임기: 2000년 ~ 2005년)
4. 정메이쥐 (중국어: 張美珠, 임기: 2005년 ~ 2009년)
5. 렁윙얀 (중국어: 梁永恩, 임기: 2009년 ~ 2013년)
6. 자우선이 (중국어: 周舜宜, 임기: 2013년 ~ 2016년)
7. 정지호우 (중국어: 蔣志豪, 임기: 2016년 ~ 2020년)
8. 창선만 (중국어: 曾舜雯, 임기: 2020년 ~ 현재)

## 같이 보기
- 홍콩 경제무역대표부